# Extraction en phase solide

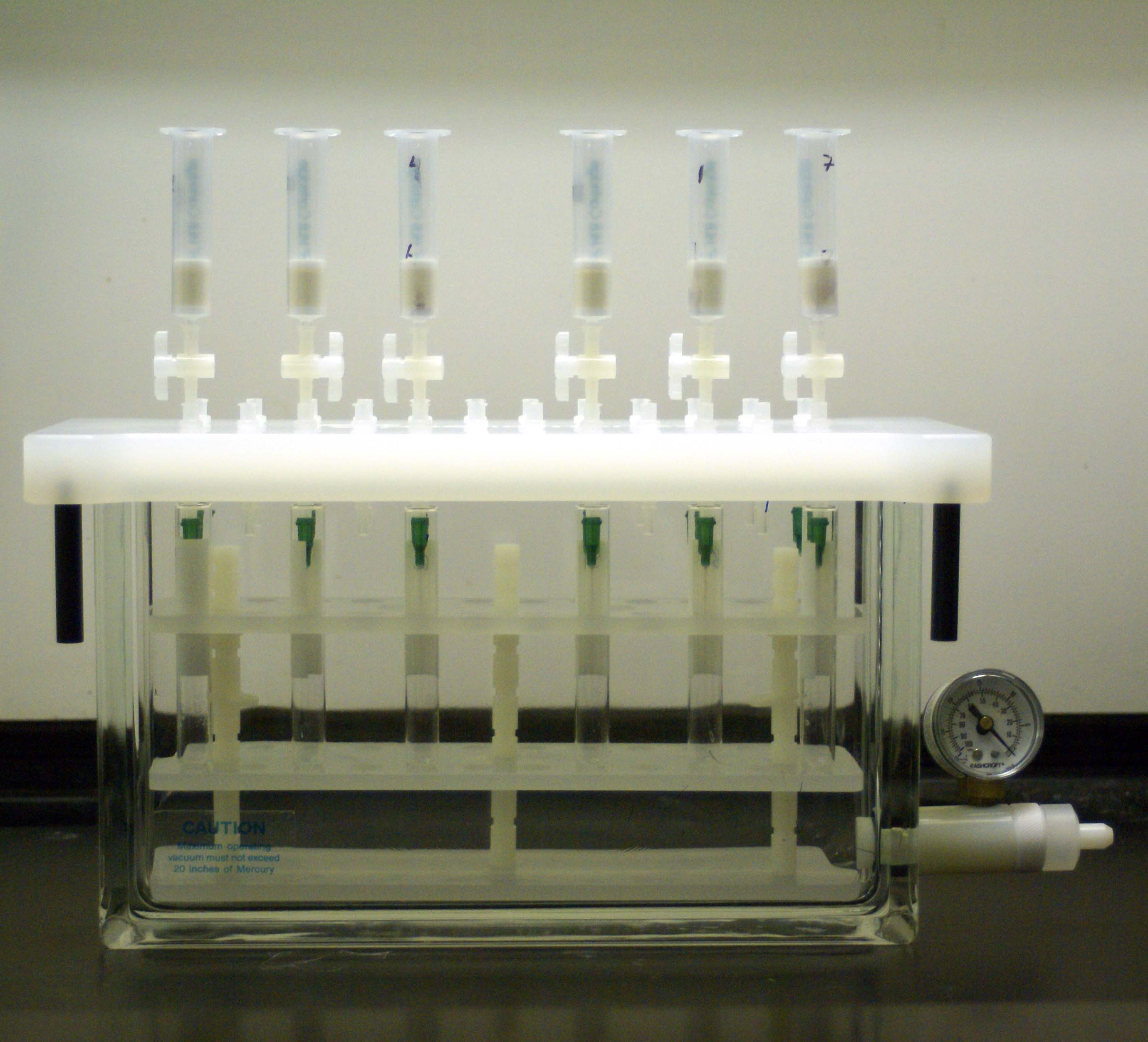
Un manifold d'extraction : les cartouches sont branchées sur une chambre à vide et les différents liquides y circulent par aspiration avant d'être recueillis.

L'extraction en phase solide (solid-phase extraction, ou SPE) ou extraction solide-liquide est une méthode de préparation de l'échantillon au cours de laquelle des composés en solution ou en suspension dans une phase liquide sont séparés des autres éléments du mélange par adsorption sélective sur une phase solide en fonction de leurs propriétés physico-chimiques. Ce procédé utilise une phase stationnaire composé d'un adsorbant ou d'un polymère à empreinte moléculaire. Cette méthode est utilisée en chimie analytique  pour concentrer et purifier des molécules d’intérêts contenues dans un échantillon avant analyse. Elle permet aussi de conserver l'échantillon en limitant la dégradation des molécules d'intérêts et dans certains cas de changer le solvant dans lequel se trouvent les analytes. L'extraction en phase solide peut être utilisée pour préparer de nombreux types d'échantillons avant analyse tels que l'urine, le sang, des boissons...

## Principe
La SPE utilise l'affinité des solutés dissous ou en suspension dans un liquide (la phase mobile) pour un solide poreux à travers lequel l'échantillon est passé (la phase stationnaire). Selon le cas, soit les impuretés sont retenues par la phase stationnaire, ce qui purifie l'analyte d'intérêt dans la phase mobile, soit l'analyte est retenu sur la phase stationnaire, les impuretés sont éliminées avec la phase mobile. Dans ce dernier cas, une étape supplémentaire est requise : l'élution de l'analyte, qui doit être désorbé de la phase stationnaire par un solvant approprié.

## Phase stationnaire
La phase stationnaire peut être, par exemple:
- du charbon actif pour extraire des composés peu polaires des phases aqueuses ;
- du gel de silice pour extraire des composés polaires des phases organiques peu polaires.

## Typologie
Plusieurs variantes sont possibles :
- microextraction sur phase solide (solid-phase microextraction, SPME) : une fibre est recouverte d'une couche de phase solide et est immergée dans l'échantillon pour extraction ;
- extraction par sorption sur barreau magnétique (stir bar sorptive extraction, SBSE) : variante de la SPME, avec un barreau aimanté au lieu d'une fibre ;
- extraction par sorption dans l'espace de tête (head-space sorptive extraction, HSSE), est une variante de la SBSE utilisée pour séparer des composés organiques volatils d'une matrice liquide ou gazeuse ;
- enfleurage.